# Batalhas de Viminácio
As Batalhas de Viminácio foram uma série de três combates travados entre o Império Bizantino e os ávaros e que foram decisivas para o avanço bizantino na região, culminando na invasão da Panônia, o coração do Grão-Canato Ávaro.

## História
No verão de 599, o imperador bizantino Maurício enviou seus generais Prisco e Comencíolo para a regão do Danúbio para lutar contra os ávaros. Os generais uniram suas forças em Singiduno e avançaram juntos descendo o rio em direção a Viminácio. O grão-cã ávaro Beano I, enquanto isso, sabendo que os bizantinos tencionavam violar a paz firmada anos antes, cruzou o Danúbio em Viminácio e invadiu a Mésia Prima, encarregando uma grande força a quatro de seus filhos, que receberam ordens de guardar o rio e impedir que os bizantinos o cruzassem. Apesar da presença do exército ávaro, porém, os bizantinos conseguiram cruzar em balsas e acamparam na margem norte. Enquanto isso, os dois comandantes foram até a cidade de Viminácio, que ficava numa ilha no meio do rio. Lá, diz-se que Comencíolo caiu enfermo ou se automutilou para se incapacitar, mas o fato é que Prisco assumiu o comando geral.
Não desejando, a princípio, deixar a cidade sem o companheiro, Prisco foi logo forçado a ir para o acampamento, pois os ávaros estavam atacando-o durante a ausência dos generais. Uma batalha foi travada e que custou aos bizantinos apenas 300 homens, mas 4 000 aos ávaros. Esta combate foi seguido de outros dois no período de dez dias, nos quais a estratégia de Prisco e as táticas do exército bizantino foram brilhantemente executadas. Na segunda batalha, 9 000 ávaros e seus aliados eslavos morreram enquanto que, na segunda, mais 15 000 pereceram, dentre os quais a maioria - inclusive os quatro filhos do grão-cã — morreram afogados nas águas de um lago para o qual foram empurrados pelas forças bizantinas.
Prisco depois ainda perseguiu o grão-cã, agora em fuga, e invadiu o coração do território ávaro, a Panônia, onde ele conseguiu uma outra série de vitórias às margens do rio Tisza, decidindo assim a guerra em favor dos bizantinos e interrompendo, por um tempo, as incursões ávaras e eslavas através do Danúbio.